# Kriegerdenkmal Cracau

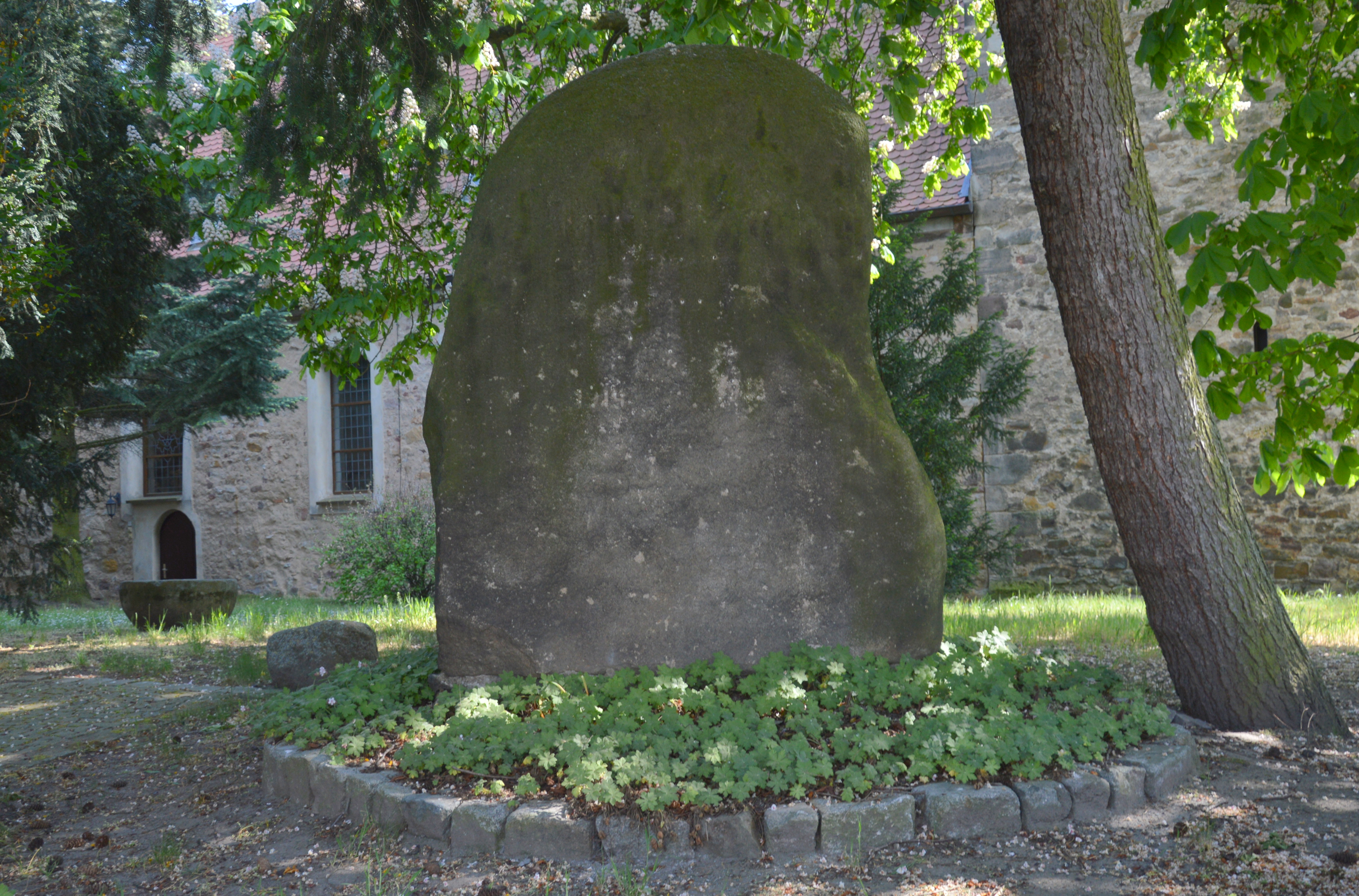
Kriegerdenkmal Cracau, Seite zur Straße

Das Kriegerdenkmal Cracau ist ein denkmalgeschütztes Kriegerdenkmal in Magdeburg in Sachsen-Anhalt.

## Lage
Es befindet sich auf dem Kirchhof nördlich der Sankt-Briccius-Kirche im Magdeburger Stadtteil Cracau an der Adresse Babelsberger Straße 1.

## Geschichte und Architektur
Die Anregung zur Aufstellung eines Kriegerdenkmals für Cracau  gab der Fleischermeister Otto Rosenberg am 20. November 1919 auf einer Sitzung kirchlicher Körperschaften. Bereits am 23. November übergab Kaufmann Liesegang für diesen Zweck 1.000 Reichsmark an Superintendent Langenau. Auf einem Treffen von Vertretern 14 lokaler Vereine am 12. März 1920 wandte man sich mit einer Bitte zur Mitfinanzierung an die Cracauer Bevölkerung. Zunächst war eine Aufstellung auf dem kommunalen Friedhof oder im Bereich der ehemaligen Schanzenanlagen bei Cracau geplant. Der Magistrat der Stadt Magdeburg versagte dafür jedoch die Zustimmung. Am 28. März 1922 erteilte das Evangelische Konsistorium die Zustimmung zur Aufstellung am heutigen Standort.
Für den Gedenkstein erfolgte eine Zahlung in Höhe von 15.700 Mark an die Firma T. Conrad & Sohn.
Der Stein trug auf seiner straßenabgewandten Seite die Inschrift:
Den gefallenen

Söhnen

das dankbare

Cracau

1914 1918

Die Weihe des Denkmals, eines großen, hochkant stehenden Findlings für die im Ersten Weltkrieg gefallenen Einwohner Cracaus, erfolgte am 26. November 1922. Nach dem Gedächtnisgottesdienst mit einer Predigt des Superintendenten Langenau erfolgte die eigentliche Weihe ab 11.00 Uhr bei strömenden Regen mit einer Weiherede Langenaus und Chorgesang. Die Vereine legten jeweils mit einem kurzen Wortbeitrag eigene Kränze nieder. Darüber hinaus wurden private Kränze niedergelegt. Als Schmuck war ein Kreuz aus weißen Rosen und weißen Nelken aufgestellt.
Am Ausgang wurde für Kriegswaisen gesammelt. Eine letzte Zusammenkunft des Denkmalausschusses fand am 29. November 1922 im Corneliushaus statt, wo die Vergabe des aus Sammlungen verbliebenen Restbetrages von 6.317,45 Mark an bedürftige Witwen beschlossen wurde.
Eine Aufstellung aus dem Jahr 1932 weist für Cracau namentlich 104 im Ersten Weltkrieg gefallene auf.
Im örtlichen Denkmalverzeichnis ist das Kriegerdenkmal unter der Erfassungsnummer 094 71104 als Baudenkmal verzeichnet.